# 8990 Compassion
8990 Compassion là một tiểu hành tinh vành đai chính, tên chỉ định 1980 DN, được phát hiện ngày 19 tháng 2 năm 1980 ở Đài thiên văn Kleť in Cộng hòa Séc.